# Liste der Naturdenkmale in Niedersohren
Die Liste der Naturdenkmale in Niedersohren nennt die im Gemeindegebiet von Niedersohren ausgewiesenen Naturdenkmale (Stand 13. Mai 2024).

## Ehemalige Naturdenkmale
| Nr. | Bezeichnung                | Lage                                            | Beschreibung                                      | Bild                                    |
| --- | -------------------------- | ----------------------------------------------- | ------------------------------------------------- | --------------------------------------- |
|     | Alte Buche im Gemeindewald | nordöstlich des Ortes; Abteilung Steilheck Lage | Fagus sylvatica; Rechtsverordnung 2001 aufgehoben | Direkt Bild zu diesem Denkmal hochladen |